# 森川晃卿
森川 晃卿（もりかわ こうきょう、1913年9月2日 - 1989年11月23日）は、ドイツ文学者。
兵庫県生まれ。旧制姫路中学、旧制姫路高等学校を経て1936年東京帝国大学文学部独文科卒。1939年宇部工業専門学校教授、1946年姫路高等学校教授、1949年京都大学教養部助教授、1954年大阪市立大学教授、67年文学部長、71年学長、80年定年退官、名誉教授、相愛女子大学学長、相愛大学学長。1988年流通科学大学学長。1984年大阪市民特別功労賞受賞。

## 著書
- 『ドイツ語小読本』第三書房 1953
- 『ドイツ簡文法』第三書房 1954
- 『森川ドイツ語入門』第三書房 1957
- 『学長の教育論』日本教育綜合研究所 1986

### 共編
- 『入門ドイツ語読本』服部正己,溝辺竜雄共編註 第三書房 1960

### 翻訳
- 『ヘルマン・ヘッセ全集 第14 平和について、ツァラトゥストラーの再来一ドイツ青年に対し一言」三笠書房 1957

### 記念論文集
- 『ドイツ文学論集 森川晃卿先生還暦記念』森川晃卿先生還暦記念論集刊行会 1973

## 論文
- Cinii